# Джеб Буш
Джон Елис „Джеб“ Буш (на англ.: John Ellis „Jeb“ Bush) е американски политик, 43-ти губернатор на щата Флорида (5 януари 1999 – 2 януари 2007).
Той е син на 41-вия президент на САЩ Джордж Х. У. Буш и брат на 43-тия президент на САЩ Джордж Уокър Буш. Потомък е по майчина линия на 14-ия президент на САЩ Франклин Пиърс.
Роден е на 11 февруари 1953 г. в Мидланд, Тексас. Завършил е Тексаския университет. От 1987 г. до 1988 г. е икономически министър на Флорида. През 1994 г. се опитва неуспешно да стане губернатор на Флорида и е избран едва през 1998 г.
Женен е има три деца и четирима внуци. Най-голямото му дете Джордж П. Буш служи от 2015 г. като изпълнителен директор на агенцията за поземлена служба за щата Тексас.
1. 1 2 3 4  133297098 //   Посетен на 1 май 2024 г.